# متصفح بفن
متصفح بفن (بالإنجليزية: Puffin Browser)‏ هو برنامج لتصفح الويب مصمم للعمل على أنظمة التشغيل أندرويد، آي أو إس، وويندوز. يتميز المتصفح بأسلوب معالجة مقسّم، حيث تُنفذ بعض العمليات على خوادم سحابية مشفرة لتحسين أداء التصفح وزيادة سرعة تحميل صفحات الويب، مع تقليل استهلاك عرض النطاق الترددي. نظرًا لمعالجة الصفحات على الخوادم السحابية، قد يظهر عنوان IP الخاص بالمستخدم كعنوان خادم السحابة، مما يؤدي إلى اكتشاف بعض المواقع أن المتصفح مرتبط بخادم وكيل. على سبيل المثال، لا يستطيع المستخدمون تعديل صفحات ويكيبيديا باستخدام متصفح بفن، إذ يكتشف موقع ويكيبيديا أن المتصفح يستخدم خادمًا وكيلًا.
يأتي متصفح بفن مدمجًا مع مشغل  إدوبي فلاش بلاير لتشغيل محتوى الفلاش بشكل افتراضي، كما يوفر لوحة افتراضية للتحكم بحركة مؤشر الفأرة والتحكم في الكتابة. تم إصدار المتصفح لأول مرة في شهر أكتوبر عام 2013.

## روابط خارجية
- الموقع الرسمي